# غوستاف تامان
غوستاف أندرياس تامان (بالألمانية: Gustav Andreas Tammann) (ولد في 24 يوليو 1932) المدير السابق للمعهد الفلكي في جامعة بازل في سويسرا، وعضو الفريق الاستشاري للمقراب الفضائي الخاص بوكالة الفضاء الأوروبية وعضو مجلس المرصد الأوروبي الجنوبي. اهتم في أبحاثه بتقدير قياسات وأحجام المستعرات العظمى والمجرات. تولى تامان أيضًا رئاسة الاتحاد الفلكي الدولي سابقًا Commission حول المجرات. وفي عام 2000، حصل على ميدالية ألبرت أينشتاين لاكتشافاته العلمية وأعماله ومنشوراته حول ألبرت أينشتاين وجائزة تومالا لمجهوداته في قياس معدل تمدد الكون وخاصة عمله الرائد في استخدام المستعرات العظمى كشمعات قياسية. وفي عام 2005، حصل على ميدالية كارل شوارزتشايلد. كما سمي المذنب 18872 تامان باسمه.

## وصلات خارجية
- Gustav A. Tammann نسخة محفوظة 22 فبراير 2012 على موقع واي باك مشين.